# 9376 Thionville
9376 Thionville eller 1993 OU7 är en asteroid i huvudbältet som upptäcktes den 20 juli 1993 av den belgiske astronomen Eric W. Elst vid La Silla-observatoriet. Den är uppkallad efter den franska byn Thionville.
Asteroiden har en diameter på ungefär 6 kilometer.